# Europawahl in der Slowakei 2004
Die Europawahl in der Slowakei 2004 fand am 13. Juni 2004 statt. Es wurden 14 der 736 im Europaparlament zu vergebenden Sitzen gewählt. Sie war die erste Europawahl in der Slowakei, kurz nach dem Beitritt zur Europäischen Union am 1. Mai 2004. Die Wahllokale waren zwischen 7 und 22 Uhr geöffnet.
Die Wahlen endeten mit relativ ausgeglichenen Resultaten für die im Europäischen Parlament vertretenen Parteien. Die bürgerliche Parteien SDKÚ, KDH und SMK-MKP gewannen zusammen acht Sitze und waren in der Fraktion Europäische Volkspartei – Europäische Demokraten vertreten. Die Oppositionspartei Smer mit drei Sitzen war Teil der Sozialdemokratischen Partei Europas, während die HZDS mit drei Mandaten fraktionslos war.
Die an der Regierung beteiligte ANO sowie die oppositionelle KSS scheiterten knapp an der 5 %-Hürde.
Die Wahlbeteiligung war die niedrigste in der EU (16,96 %; 714.508 von 4.210.463), was mit dem schwachen Wahlkampf und dem Fehlen interessanter Themen gerechtfertigt wurde.
Die Wahlen endeten mit relativ ausgeglichenen Resultaten für die im Europäischen Parlament vertretenen Parteien Die bürgerliche Parteien SDKÚ, KDH und SMK-MKP gewannen zusammen acht Sitze und waren in der Fraktion Europäische Volkspartei – Europäische Demokraten vertreten Die Oppositionspartei Smer mit drei Sitzen war Teil der Sozialdemokratischen Partei Europas, während die HZDS mit drei Mandaten fraktionslos war.
Die an der Regierung beteiligte ANO sowie die oppositionelle KSS scheiterten knapp an der 5 %-Hürde.
Die Wahlbeteiligung war die niedrigste in der EU (16,96 %; 714508 von 4210463), was mit dem schwachen Wahlkampf und dem Fehlen interessanter Themen gerechtfertigt wurde.

## Ergebnis
| Listen                                     | Listen                                                                | Stimmen   | %    | Mandate |
| ------------------------------------------ | --------------------------------------------------------------------- | --------- | ---- | ------- |
|                                            | Slovenská demokratická a kresťanská únia – Demokratická strana (SDKÚ) | 119.954   | 17,1 | 3       |
|                                            | Ľudová strana – Hnutie za demokratické Slovensko (ĽS-HZDS)            | 119.582   | 17,0 | 3       |
|                                            | SMER – sociálna demokracia (SMER-SD)                                  | 118.535   | 16,9 | 3       |
|                                            | Kresťanskodemokratické hnutie (KDH)                                   | 113.655   | 16,2 | 3       |
|                                            | Strana maďarskej koalície - Magyar Koalíció Pártja (SMK-MKP)          | 92.927    | 13,2 | 2       |
|                                            | Aliancia nového občana (ANO)                                          | 32.653    | 4,7  | –       |
|                                            | Komunistická strana Slovenska (KSS)                                   | 31.908    | 4,5  | –       |
|                                            | Slobodné fórum (SF)                                                   | 22.804    | 3,3  | –       |
|                                            | Koalition Slovenská národná strana, Pravá Slovenská národná strana    | 14.150    | 2,0  | –       |
|                                            | Koalition Hnutie za demokraciu, Ľudová únia                           | 11.914    | 1,7  | –       |
|                                            | Občianska konzervatívna strana                                        | 7.060     | 1,0  | –       |
|                                            | AKTÍVNE ŽENY - OS Slovenska                                           | 4.940     | 0,7  | –       |
|                                            | Rómske kresťanské demokratické hnutie v Slovenskej republike          | 4.856     | 0,7  | –       |
|                                            | Živnostenská strana Slovenska                                         | 2.464     | 0,4  | –       |
|                                            | Maďarská federalistická strana                                        | 1.598     | 0,2  | –       |
|                                            | Demokratická únia Slovenska                                           | 1.354     | 0,2  | –       |
|                                            | Slovenská ľudová strana                                               | 1.241     | 0,2  | –       |
| Gesamt                                     | Gesamt                                                                | 701.595   | 100  | 14      |
|                                            |                                                                       |           |      |         |
| Ungültige Stimmen                          | Ungültige Stimmen                                                     | 11.713    | 1,6  |         |
| Wähler                                     | Wähler                                                                | 713.308   | 16,9 |         |
| Wahlberechtigte                            | Wahlberechtigte                                                       | 4.210.463 |      |         |
|                                            |                                                                       |           |      |         |
| Quellen: Volby Statistics: Listen – Wähler |                                                                       |           |      |         |

## Fraktionen im Europäischen Parlament
| Partei                         | Partei                                                         | Mandate | Fraktion |
| ------------------------------ | -------------------------------------------------------------- | ------- | -------- |
|                                | Slovenská demokratická a kresťanská únia – Demokratická strana | 3 / 14  | EVP-ED   |
|                                | Ľudová strana – Hnutie za demokratické Slovensko               | 3 / 14  | NI       |
|                                | SMER – sociálna demokracia 1                                   | 3 / 14  | SPE      |
|                                | Kresťanskodemokratické hnutie                                  | 3 / 14  | EVP-ED   |
|                                | Strana maďarskej koalície - Magyar Koalíció Pártja             | 2 / 14  | EVP-ED   |
|                                |                                                                |         |          |
| Quelle: Europäisches Parlament |                                                                |         |          |

- 1 Vladimír Maňka: Strana demokratickej ľavice[3]